# Pseudodistoma mauritiana
Pseudodistoma mauritiana is een zakpijpensoort uit de familie van de Pseudodistomidae. De wetenschappelijke naam van de soort is voor het eerst geldig gepubliceerd in 1967 door Vasseur.